# Oscar Ghiglia

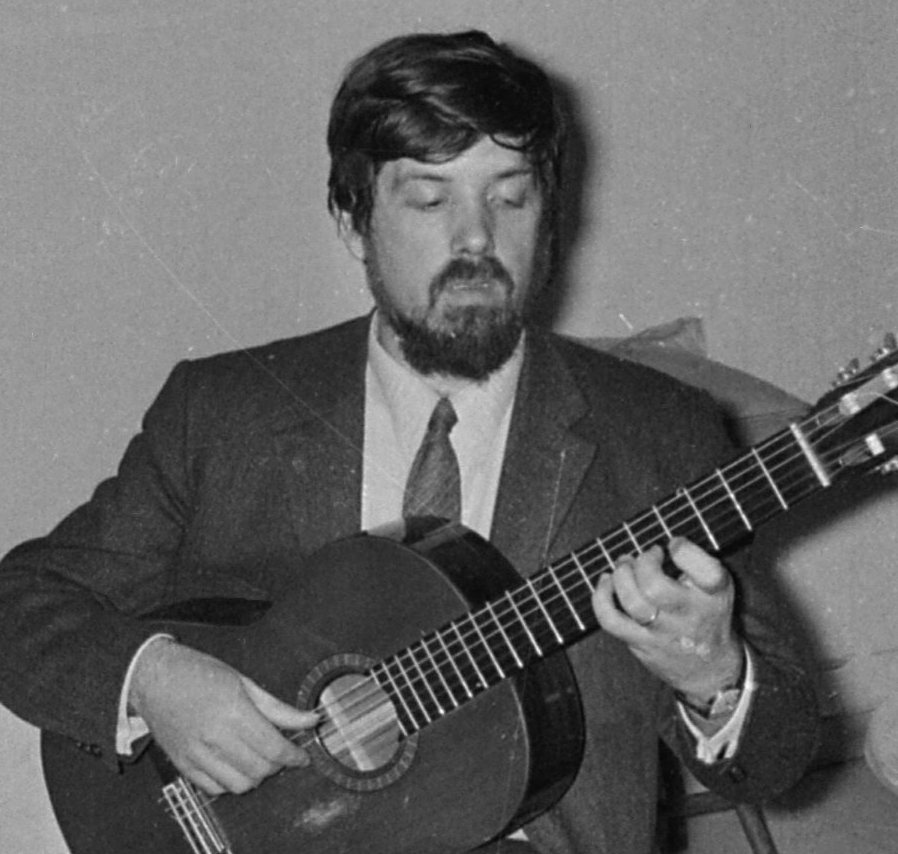
Oscar Ghiglia, 1969.

Oscar Ghiglia, född 13 augusti 1938 i Livorno i Toscana, död 3 mars 2024 i Thessaloniki, Grekland, var en italiensk klassisk gitarrist. Han studerade för bland andra Andrés Segovia och Alirio Diaz. Bland Ghiglias skivutgåvor kan nämnas "Oscar Ghiglia plays Scarlatti and other Baroque Masters."